# La Isla, Tototlán
La Isla är en ort i Mexiko.   Den ligger i kommunen Tototlán och delstaten Jalisco, i den centrala delen av landet, 400 km väster om huvudstaden Mexico City. La Isla ligger 1 575 meter över havet och antalet invånare är 191.
Terrängen runt La Isla är kuperad norrut, men söderut är den platt. Runt La Isla är det ganska tätbefolkat, med 104 invånare per kvadratkilometer. Närmaste större samhälle är Tototlán, 7,5 km sydväst om La Isla. Omgivningarna runt La Isla är en mosaik av jordbruksmark och naturlig växtlighet.